# Kosovos försvarsmakt

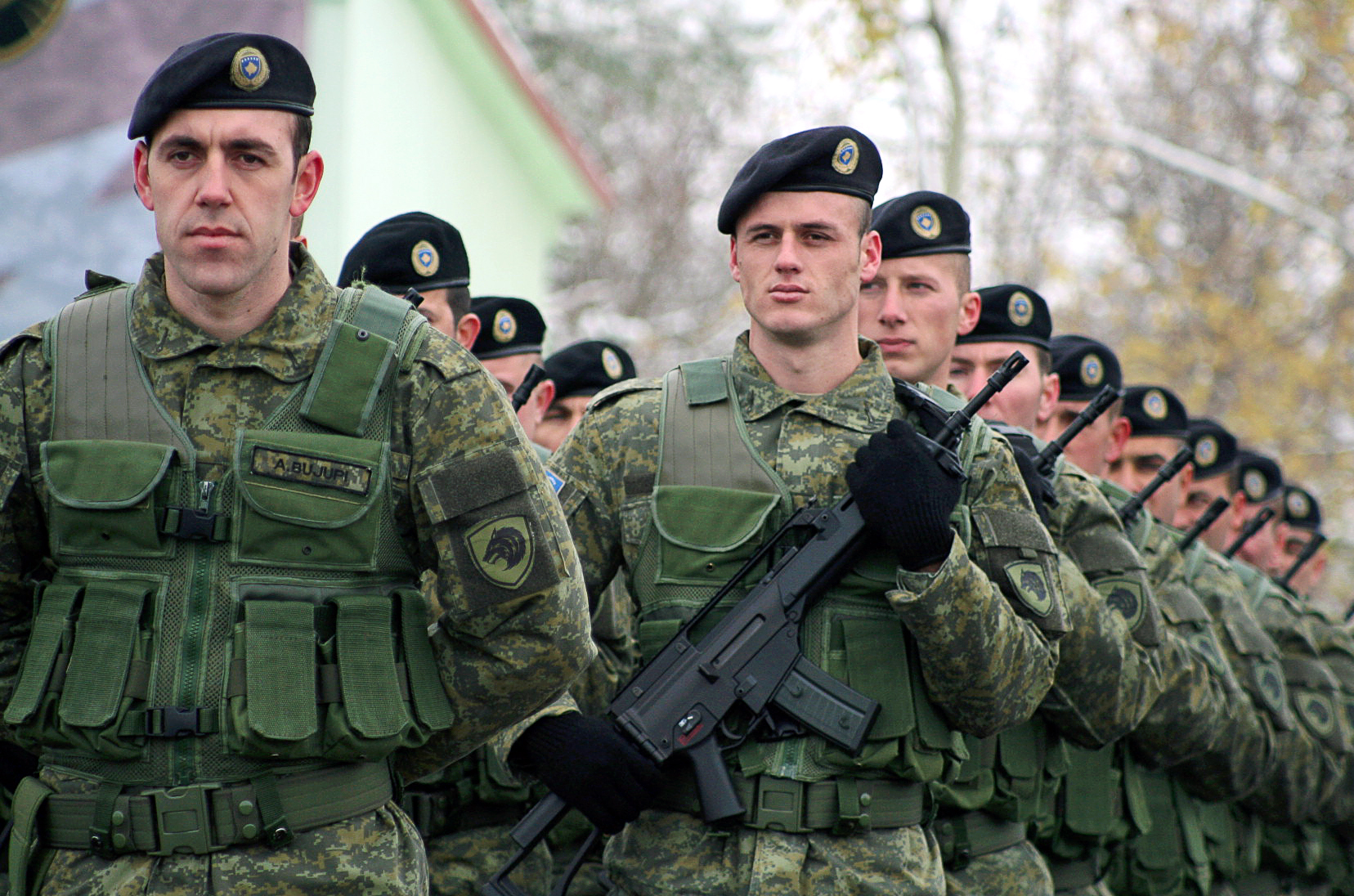
Soldater ur Forca e Sigurisë së Kosovës

Kosovos försvarsmakt (på albanska Forca e Sigurisë së Kosovës [FSK], på engelska Kosovo Security Force [KSF]) är ingen traditionell militär styrka utan har till huvuduppgift att kunna verka vid nationella kriser såsom jordbävningar, skogsbränder och övrigt stöd till det civila samhället. Grunden för detta återfinns i Ahtisaari-planen (Martti Ahtisaari) och Lagen om KSF. KSF utvecklas efter Republiken Kosovos självständighetsförklaring den 17 februari 2008 och den tidigare militära rörelsen Kosovo Protection Corps (KPC) lades ner.
Kosovo Security Force (KSF) är en professionell, multietnisk, lätt beväpnad och uniformerad säkerhetsstyrka för en demokratisk och civil kontroll. Enligt lagen om KSF och Ahtisaari-planen så får KSF inte ha tyngre militär materiel såsom stridsvagnar, artilleri eller flyg, och får inte heller vara en försvarsmakt i traditionell mening.
Uppdraget för KSF är främst för skydd i Kosovo och hjälpa de civila myndigheterna med hanteringen av naturkatastrofer och andra nödsituationer där det behövs. Dessa tjänster innefattar sök- och räddningsinsatser (SAR), demontering av spränganordningar (minröjning och UXO flyttning), kontroll och eliminering av farliga material, brandbekämpning och andra humanitära insatser.

## Bildandet av KSF
I mars 2008 började den Nato-ledda styrkan KFOR och Kosovo Protection Corps (KPC) att förbereda ett bildande av Kosovos försvarsmakt. En plan bildades för säkerhetsstyrkan, och enligt planen ska säkerhetsstyrkan bära lätta vapen i början och tränas i linje med Natos krav. I planen föreskrivs att styrkan ska bestå av 2.500 aktiva soldater och 800 reservister i åldern 19-35 år.
I början av december 2008 började första rekryteringen för KSF och utbildningen av personal påbörjades i februari 2010 då Natos utbildare anlände till Kosovo. Rekryteringsprogrammet fortgår alltjämt och kandidaternas ålder är 18-30 år.

## KSF idag
KSF utbildas av en del av NATO som kallas Military Civil Advisory Division (MCAD), vilket är en multinationell enhet under ledning av chefen för NATO:s styrkor i Kosovo (COM KFOR). MCAD består av såväl militär som civil personal men är till övervägande del militär.
KSF som lyder under ministeriet för KSF, har fyra huvudkomponenter:
- Land Forces Command (LFC), som kan ses som ett högkvarter och ledning för de övriga delarna.
- Operation Support Brigade (OSB). Här återfinns KSF:s fyra kärnverksamheter: brandbekämpning, sök-  och räddningstjänst, minröjning (EOD) och hantering av farligt avfall (HAZMAT)
- Rapid Reaction Brigade (RRB) är enhet beväpnad med handeldvapen vars uppgift är i huvudsak att tillse att OSB kan genomföra sina uppgifter.
- Traning and doctrine (TRADOC). Ett utbildnings- och doktrinutvecklingscentra.

Till dessa fyra huvudkomponenter tillkommer några fristående enheter såsom sambandsenhet, sjukvård och styrkepolis.
I september 2009 erhöll KSF s.k. Initial Operational Capability (IOC) efter rekommendation av COM KFOR. Utbildning och träning pågår för att framgent kunna nå Final Operational Capability (FOC) varvid KSF ska kunna verka självständigt utan utbildningsstöd från NATO. 

### Mindre vapen
- Heckler & Koch G36
- Heckler & Koch MP5 [2]
- M16 automatkarbin
- Zastava M70
- Glock 17 [2]